# 雅克·德洛爾
雅克·呂西安·讓·德洛尔（法語：Jacques Lucien Jean Delors，1925年7月20日—2023年12月27日）法国经济学家、政治家。第八任欧盟委员会主席，首位连任三届的欧洲委员会主席（1985年1月—1994年12月）。他是前法国社会党第一书记玛蒂娜·奥布里的父亲。